# Sunol (California)
Sunol es un lugar designado por el censo (en inglés, census-designated place, CDP) situado en el condado de Alameda, California, Estados Unidos. Según el censo de 2020, tiene una población de 922 habitantes.
La localidad ha adquirido cierta notoriedad por el monumento conocido como Sunol Water Temple, una inusual estructura de inspiración romana.

## Historia
La primera oficina de correos abrió en 1871. Pasó a llamarse Sunolgen ese mismo año y nuevamente Sunol en 1920. Su nombre es en honor a Antonio Suñol, propietario de la parte del histórico Rancho Valle de San José donde actualmente se encuentra la localidad.

## Geografía
Está ubicado en las coordenadas 37°35′09″N 121°52′50″O / 37.58583, -121.88056 (37.585935, -121.880456). Según la Oficina del Censo, tiene una superficie total de 73.95 km², de la cual 73.19 km² corresponden a tierra firme y 0.86 km² están cubiertos de agua.

## Demografía
Según el censo de 2000, en ese momento los ingresos medios de los hogares eran de $88,353 y los ingresos medios de las familias eran de $96,121. Los hombres tenían ingresos medios por $77,666 frente a los $37,102 que percibían las mujeres. Los ingresos per cápita para la localidad eran de $45,773. Alrededor del 1.4% de la población estaba por debajo de la línea de pobreza.
De acuerdo con la estimación 2017-2021 de la Oficina del Censo, los ingresos medios de los hogares son de $171,667 y los ingresos medios de las familias son de $227,386. Alrededor del 3.9% de la población está por debajo de la línea de pobreza.